# 重庆大学法学院
重庆大学法学院是重庆大学2013年实施学部制后“四部+两院”中的一个独立学院。溯源于成立于1945年的国立重庆大学法学系。

## 历任院长
- 翟晋夫
- 罗志如
- 潘大逵

## 知名教授
- 王铁崖